# 阿賴山脈

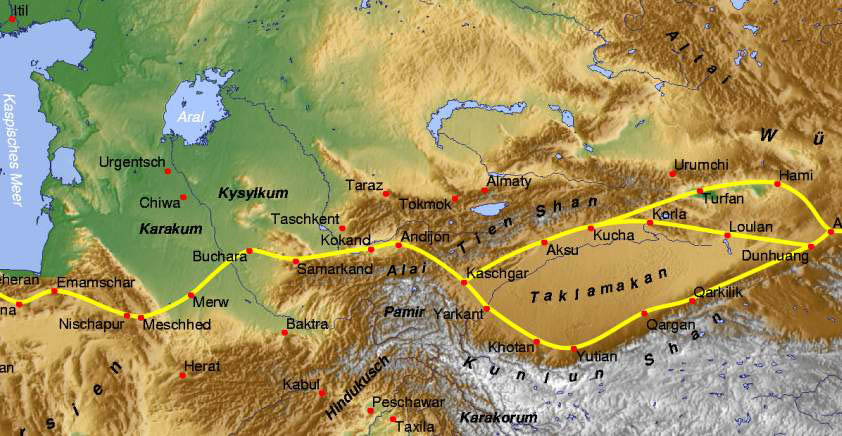

阿賴山脈是中亞的山脈，從吉爾吉斯斯坦巴特肯州的天山山脈向西延伸至塔吉克斯坦奧什州，長350公里、寬20公里，最高點海拔高度5,544米。
39°40′N 72°0′E / 39.667°N 72.000°E